# Distretto di Kehyčivka
Il distretto di Kehyčivka (in ucraino Кегичівський район?) era un distretto (rajon) dell'Ucraina, situato nell'oblast' di Charkiv. Il suo capoluogo era Kehyčivka.
È stato soppresso con la riforma amministrativa del 2020.